# Lux Occulta
Lux Occulta est un groupe polonais de black metal, originaire de Dukla. Formé fin 1994, le style musical du groupe est fortement inspiré par le metal progressif.

## Biographie
Lux Occulta est officiellement formé vers la fin de l'année 1994, lorsque les guitaristes Peter et G'Ames, anciens membres de Blaspherion, proposent à Jaro.Slav, alors chanteur de Haemhorrhage, de se joindre à leur nouveau projet. Jackie et Aemil rejoignent le groupe respectivement en tant que bassiste et batteur. Ils sont suivis quelques semaines plus tard par le claviériste U'reck, complétant ainsi la formation. Le nom du groupe signifie « lumière cachée » en latin,.
En 1996, après l'enregistrement du premier album studio du groupe, Forever Alone, Immortal, Kriss vint remplacer Aemil à la batterie. La nouvelle équipe retourne en studio pour enregistrer son second album de Lux Occulta, Dionysos, lequel suit en 1997. Puis G'Ames et Jackie quittèrent le groupe en 1998, après la sortie de Major Arcana. Ils furent remplacés par le guitariste Vogg et le bassiste Martin, également membres d'un autre groupe de death metal polonais, Decapitated. Après ce second remaniement, Lux Occulta enchaîna les sessions d'enregistrement pour finalement sortir My Guardian Anger, édité en 1999.
Durant le deuxième semestre 1999, la créativité du groupe est perturbée par deux accidents. Alors que Kriss souffrait depuis peu d'un bras cassé — amenant d'ailleurs ses médecins à se poser des questions quant à la possibilité pour lui de pouvoir continuer à jouer de la batterie — U'reck se casse la jambe. Ainsi, le groupe fut contraint d'annuler ses tournées pendant plusieurs mois en attendant le rétablissement de ses membres.
C'est en 2000, après plusieurs mois de retrait, que Lux Occulta revient sur le devant de la scène. Le groupe participa au festival Metalmania en Pologne, en compagnie de groupes phares tels qu'Opeth, Behemoth ou encore Tiamat. Durant cet événement, la performance du groupe fut remarquée par le label portugais Maquiavel Music Entertainment, avec qui Lux Occulta signa un contrat de deux albums, dont le premier à paraître, The Mother and the Enemy sort l'année suivante. Par la suite, le groupe vécut le départ de Kriss et de Peter, membre fondateur, et l'arrivée de Kastor, en remplacement de ce dernier.
En 2011, le groupe reprend ses activités. En 2012, ils commencent à enregistrer leur cinquième album studio. En mars 2014 sort leur cinquième album de la bande - Kołysanki, publié au label Trzecie. Stylistiquement, l'album s'inspire des chansons expérimentales incluses dans The Mother and the Enemy, et le son est enrichi, entre autres, par l'accordéon, la contrebasse et la trompette.

## Membres

### Membres actuels
- Jarosław « Jaro.Slav » Szubrycht – chant (1994–2002, depuis 2011)
- Jerzy « U'reck » Głód – clavier (1995–2002, depuis 2011)
- Wacław « Vogg » Kiełtyka – guitare (1998–2002, depuis 2011)
- Maciej Tomczyk - guitare (depuis 2011)

### Anciens membres
- Aemil – batterie (1994–1996)
- G'Ames – guitare (1994–1998)
- Jackie – basse (1994–1998)
- Piotr « Peter » Szczurek – guitare (1994–2001)
- Krzysztof « Kriss » Szantula – batterie (1996–2001)
- Marcin « Martin » Rygiel – basse (1998–2002)
- Rafał « Kastor » Kastory – guitare (2001–2002)

## Discographie

### Albums studio
- 1996 : Forever Alone, Immortal
- 1997 : Dionysos
- 1999 : My Guardian Anger
- 2001 : The Mother and the Enemy
- 2014 : Kołysanki

### Démo
- 1995 : The Forgotten Arts

### Compilation
- * 1998 : Maior Arcana (The Words that Turn Flesh Into Light)